# Segunda División
Die Segunda División (spanisch Zweite Division; Sponsorenname LaLiga Hypermotion) ist die zweite Liga im spanischen Fußball. Von 2006 bis 2008 trug die Liga aufgrund des Sponsorings durch die spanische Bank BBVA den Namen Liga BBVA. Als zur Saison 2008/09 die Primera División diesen Namen übernahm, wurde die Liga in Liga Adelante (spanisch Liga Vorwärts) umbenannt. 2016 schloss die Liga mit der Banco Santander einen Sponsoringvertrag, nach dem sie den Namen LaLiga 1|2|3 oder kurz LaLiga 2 erhielt. Anfang Juli 2023 wurde EA Sports für fünf Jahre und 150 Millionen Euro neuer Namensgeber der Primera División und der Segunda División.
Sie besteht aus derzeit 22 Mannschaften. Drei von ihnen steigen am jeweiligen Saisonende in die Primera División auf, vier in die zweigliedrige dritte Liga, die Primera Federación ab.

## Aktuelle Spielzeit
In der Saison 2024/25 spielen folgende 22 Mannschaften in der Segunda División:
| Verein              | Stadt                  | Stadion                             | Kapazität |
| ------------------- | ---------------------- | ----------------------------------- | --------- |
| Albacete Balompié   | Albacete               | Estadio Carlos Belmonte             | 17.300    |
| UD Almería          | Almería                | Estadio de los Juegos Mediterráneos | 15.200    |
| CD Castellón        | Castelló de la Plana   | Nou Castalia                        | 16.000    |
| Deportivo La Coruña | A Coruña               | Estadio Riazor                      | 34.889    |
| Real Oviedo         | Oviedo                 | Estadio Nuevo Carlos Tartiere       | 30.500    |
| Burgos CF           | Burgos                 | Estadio Municipal de El Plantío     | 12.194    |
| FC Cádiz            | Cádiz                  | Estadio Ramón de Carranza           | 25.033    |
| FC Cartagena        | Cartagena              | Estadio Cartagonova                 | 15.105    |
| SD Eibar            | Eibar                  | Estadio Municipal de Ipurua         | 07.083    |
| FC Elche            | Elche                  | Estadio Manuel Martínez Valero      | 36.017    |
| CD Eldense          | Elda                   | Estadio Municipal Nuevo Pepico Amat | 04.036    |
| Racing de Ferrol    | Ferrol                 | Estadio Municipal de A Malata       | 12.043    |
| Sporting Gijón      | Gijón                  | Estadio Municipal El Molinón        | 30.000    |
| FC Granada          | Granada                | Estadio Nuevo Los Cármenes          | 19.336    |
| SD Huesca           | Huesca                 | Estadio El Alcoraz                  | 08.000    |
| UD Levante          | Valencia               | Estadio Ciudad de Valencia          | 26.354    |
| FC Málaga           | Málaga                 | Estadio La Rosaleda                 | 27.963    |
| CD Mirandés         | Miranda de Ebro        | Estadio Municipal de Anduva         | 05.759    |
| FC Córdoba          | Córdoba                | Estadio Nuevo Arcángel              | 21.822    |
| Racing Santander    | Santander              | Campos de Sport de El Sardinero     | 22.222    |
| Real Saragossa      | Saragossa              | Estadio La Romareda                 | 33.608    |
| CD Teneriffa        | Santa Cruz de Tenerife | Estadio Heliodoro Rodríguez López   | 22.824    |

## Titelträger und Aufsteiger
| Saison  | Meister                                                | Aufsteiger                                                   |
| ------- | ------------------------------------------------------ | ------------------------------------------------------------ |
| 1929    | FC Sevilla                                             |                                                              |
| 1929/30 | Deportivo Alavés                                       | Deportivo Alavés                                             |
| 1930/31 | FC Valencia                                            | FC Valencia                                                  |
| 1931/32 | Betis Sevilla                                          | Betis Sevilla                                                |
| 1932/33 | FC Oviedo                                              | FC Oviedo                                                    |
| 1933/34 | FC Sevilla                                             | FC Sevilla, Atlético Madrid                                  |
| 1934/35 | Hércules Alicante                                      | Hércules Alicante, CA Osasuna                                |
| 1935/36 | Celta Vigo                                             | Celta Vigo, Real Saragossa                                   |
| 1936–39 | Aufgrund des Spanischen Bürgerkriegs nicht ausgetragen | Aufgrund des Spanischen Bürgerkriegs nicht ausgetragen       |
| 1939/40 | Real Murcia                                            | Real Murcia                                                  |
| 1940/41 | FC Granada                                             | FC Granada, Real Sociedad, CD Castellón, Deportivo La Coruña |
| 1941/42 | Betis Sevilla                                          | Betis Sevilla, Real Saragossa                                |
| 1942/43 | Real Sociedad                                          | Real Sociedad, CE Sabadell                                   |
| 1943/44 | Sporting Gijón                                         | Sporting Gijón, Real Murcia                                  |
| 1944/45 | CD Alcoyano                                            | CD Alcoyano, Hércules Alicante, Celta Vigo                   |
| 1945/46 | CE Sabadell                                            | CE Sabadell, Deportivo La Coruña                             |
| 1946/47 | CD Alcoyano                                            | CD Alcoyano, Gimnàstic de Tarragona, Real Sociedad           |
| 1947/48 | Real Valladolid                                        | Real Valladolid, Deportivo La Coruña                         |
| 1948/49 | Real Sociedad                                          | Real Sociedad, CD Málaga                                     |

Zwischen 1949 und 1968 wurde die Segunda División in zwei Gruppen ausgetragen.
| Saison  | Meister Nord        | Meister Süd       | Aufsteiger                                                     |
| ------- | ------------------- | ----------------- | -------------------------------------------------------------- |
| 1949/50 | Racing Santander    | CD Alcoyano       | Racing Santander, CD Alcoyano, UD Lérida, Real Murcia          |
| 1950/51 | Sporting Gijón      | Atlético Tetuán   | Sporting Gijón, Atlético Tetuán, Real Saragossa, UD Las Palmas |
| 1951/52 | Real Oviedo         | CD Málaga         | Real Oviedo, CD Málaga                                         |
| 1952/53 | CA Osasuna          | Real Jaén         | CA Osasuna, Real Jaén                                          |
| 1953/54 | Deportivo Alavés    | UD Las Palmas     | Deportivo Alavés, UD Las Palmas, Hércules Alicante, CD Málaga  |
| 1954/55 | Cultural Leonesa    | Real Murcia       | Cultural Leonesa, Real Murcia                                  |
| 1955/56 | CA Osasuna          | Real Jaén         | CA Osasuna, Real Jaén, Real Saragossa, CD Condal               |
| 1956/57 | Sporting Gijón      | FC Granada        | Sporting Gijón, FC Granada                                     |
| 1957/58 | Real Oviedo         | Betis Sevilla     | Real Oviedo, Betis Sevilla                                     |
| 1958/59 | Real Valladolid     | FC Elche          | Real Valladolid, FC Elche                                      |
| 1959/60 | Racing Santander    | RCD Mallorca      | Racing Santander, RCD Mallorca                                 |
| 1960/61 | CA Osasuna          | CD Teneriffa      | CA Osasuna, CD Teneriffa                                       |
| 1961/62 | Deportivo La Coruña | FC Córdoba        | Deportivo La Coruña, FC Córdoba, Real Valladolid, CD Málaga    |
| 1962/63 | FC Pontevedra       | Real Murcia       | FC Pontevedra, Real Murcia, UD Levante, Espanyol Barcelona     |
| 1963/64 | Deportivo La Coruña | UD Las Palmas     | Deportivo La Coruña, UD Las Palmas                             |
| 1964/65 | FC Pontevedra       | RCD Mallorca      | FC Pontevedra, RCD Mallorca, CE Sabadell, CD Málaga            |
| 1965/66 | Deportivo La Coruña | Hércules Alicante | Deportivo La Coruña, Hércules Alicante, FC Granada             |
| 1966/67 | Real Sociedad       | CD Málaga         | Real Sociedad, CD Málaga, Betis Sevilla                        |
| 1967/68 | Deportivo La Coruña | FC Granada        | Deportivo La Coruña, FC Granada                                |

| Saison    | Meister             | Aufsteiger                                                |
| --------- | ------------------- | --------------------------------------------------------- |
| 1968/69   | FC Sevilla          | FC Sevilla, Celta Vigo, RCD Mallorca                      |
| 1969/70   | Sporting Gijón      | Sporting Gijón, CD Málaga, Espanyol Barcelona             |
| 1970/71   | Betis Sevilla       | Betis Sevilla, Burgos CF, Deportivo La Coruña, FC Córdoba |
| 1971/72   | Real Oviedo         | Real Oviedo, CD Castellón, Real Saragossa                 |
| 1972/73   | Real Murcia         | Real Murcia, FC Elche, Racing Santander                   |
| 1973/74   | Betis Sevilla       | Betis Sevilla, Hércules Alicante, UD Salamanca            |
| 1974/75   | Real Oviedo         | Real Oviedo, Racing Santander, FC Sevilla                 |
| 1975/76   | Burgos CF           | Burgos CF, Celta Vigo, CD Málaga                          |
| 1976/77   | Sporting Gijón      | Sporting Gijón, FC Cádiz, Rayo Vallecano                  |
| 1977/78   | Real Saragossa      | Real Saragossa, Recreativo Huelva, Celta Vigo             |
| 1978/79   | AD Almería          | AD Almería, CD Málaga, Betis Sevilla                      |
| 1979/80   | Real Murcia         | Real Murcia, Real Valladolid, CA Osasuna                  |
| 1980/81   | CD Castellón        | CD Castellón, FC Cádiz, Racing Santander                  |
| 1981/82   | Celta Vigo          | Celta Vigo, UD Salamanca, CD Málaga                       |
| 1982/83   | Real Murcia         | Real Murcia, FC Cádiz, RCD Mallorca                       |
| 1983/84   | FC Castilla         | Hércules Alicante, Racing Santander, FC Elche             |
| 1984/85   | UD Las Palmas       | UD Las Palmas, FC Cádiz, Celta Vigo                       |
| 1985/86   | Real Murcia         | Real Murcia, CE Sabadell, RCD Mallorca                    |
| 1986/87   | FC Valencia         | FC Valencia, CD Logroñés, Celta Vigo                      |
| 1987/88   | CD Málaga           | CD Málaga, FC Elche, Real Oviedo                          |
| 1988/89   | CD Castellón        | CD Castellón, Rayo Vallecano, RCD Mallorca, CD Teneriffa  |
| 1989/90   | Real Burgos         | Real Burgos, Betis Sevilla, Espanyol Barcelona            |
| 1990/91   | Albacete Balompié   | Albacete Balompié, Deportivo La Coruña                    |
| 1991/92   | Celta Vigo          | Celta Vigo, Rayo Vallecano                                |
| 1992/93   | UE Lleida           | UE Lleida, Real Valladolid, Racing Santander              |
| 1993/94   | Espanyol Barcelona  | Espanyol Barcelona, Betis Sevilla, SD Compostela          |
| 1994/95   | CP Mérida           | CP Mérida, Rayo Vallecano                                 |
| 1995/96   | Hércules Alicante   | Hércules Alicante, CD Logroñés, FC Extremadura            |
| 1996/97   | CP Mérida           | CP Mérida, UD Salamanca, RCD Mallorca                     |
| 1997/98   | Deportivo Alavés    | Deportivo Alavés, FC Extremadura, FC Villarreal           |
| 1998/99   | FC Málaga           | FC Málaga, CD Numancia, FC Sevilla, Rayo Vallecano        |
| 1999/2000 | UD Las Palmas       | UD Las Palmas, CA Osasuna, FC Villarreal                  |
| 2000/01   | FC Sevilla          | FC Sevilla, Betis Sevilla, CD Teneriffa                   |
| 2001/02   | Atlético Madrid     | Atlético Madrid, Racing Santander, Recreativo Huelva      |
| 2002/03   | Real Murcia         | Real Murcia, Real Saragossa, Albacete Balompié            |
| 2003/04   | UD Levante          | UD Levante, CD Numancia, FC Getafe                        |
| 2004/05   | FC Cádiz            | FC Cádiz, Celta Vigo, Deportivo Alavés                    |
| 2005/06   | Recreativo Huelva   | Recreativo Huelva, Gimnàstic de Tarragona, UD Levante     |
| 2006/07   | Real Valladolid     | Real Valladolid, UD Almería, Real Murcia                  |
| 2007/08   | CD Numancia         | CD Numancia, FC Málaga, Sporting Gijón                    |
| 2008/09   | Deportivo Xerez     | Deportivo Xerez, Real Saragossa, CD Teneriffa             |
| 2009/10   | Real Sociedad       | Real Sociedad, Hércules Alicante, UD Levante              |
| 2010/11   | Betis Sevilla       | Betis Sevilla, Rayo Vallecano, FC Granada                 |
| 2011/12   | Deportivo La Coruña | Deportivo La Coruña, Celta Vigo, Real Valladolid          |
| 2012/13   | FC Elche            | FC Elche, FC Villarreal, UD Almería                       |
| 2013/14   | SD Eibar            | SD Eibar, Deportivo La Coruña, FC Córdoba                 |
| 2014/15   | Betis Sevilla       | Betis Sevilla, Sporting Gijón, UD Las Palmas              |
| 2015/16   | Deportivo Alavés    | Deportivo Alavés, CD Leganés, CA Osasuna                  |
| 2016/17   | UD Levante          | UD Levante, FC Girona, FC Getafe                          |
| 2017/18   | Rayo Vallecano      | Rayo Vallecano, SD Huesca, Real Valladolid                |
| 2018/19   | CA Osasuna          | CA Osasuna, FC Granada, RCD Mallorca                      |
| 2019/20   | SD Huesca           | SD Huesca, FC Cádiz, FC Elche                             |
| 2020/21   | Espanyol Barcelona  | Espanyol Barcelona, RCD Mallorca, Rayo Vallecano          |
| 2021/22   | UD Almería          | UD Almería, Real Valladolid, FC Girona                    |
| 2022/23   | FC Granada          | FC Granada, UD Las Palmas, Deportivo Alavés               |
| 2023/24   | CD Leganés          | Real Valladolid, Espanyol Barcelona                       |

Anmerkungen:
1. ↑  Der FC Castilla war die Reservemannschaft von Erstdivisionär Real Madrid und konnte aus diesem Grund in der Saison 1983/84 nicht aufsteigen.